# Pseudagrion draconis
Pseudagrion draconis – gatunek ważki z rodziny łątkowatych (Coenagrionidae).
Występuje wyłącznie na terenie RPA i Lesotho. Imago lata od listopada do końca maja.
Długość ciała 31,5–36 mm. Długość tylnego skrzydła 17,5–19,5 mm. 